# 루이 시롱
루이 알렉산드레 시롱(프랑스어: Louis Alexandre Chiron, 1899년 8월 3일 ~ 1979년 6월 22일)은 모나코의 레이싱 드라이버로, 랠리, 스포츠카 경주, 그랑프리 자동차 경주에 참가하였다.
두 차례의 세계 대전 사이 가장 위대한 드라이버 중 한 명인 그의 경력은 1923년에 시작되어 1950년대 말에 끝났으며 30년 이상에 걸쳤다. 그는 55세였던 1955년 모나코 그랑프리에서 6위를 차지하며 포뮬러 원 월드 챔피언십 경주에 참가한 역대 최고령 드라이버로 남아있다. 3년 후 그는 58세의 나이로 포뮬러 원 경주에 참가한 최고령 드라이버가 되었다. 부가티 시롱은 그의 이름을 따서 명명되었다. 2024년 샤를 르클레르가 그의 기록을 따라잡기 전까지 그는 모나코 그랑프리에서 우승한 유일한 모나코 드라이버였다.

## 어린 시절과 경력
와인 농가 출신인 루이 시롱의 아버지는 모나코의 오텔 드 파리에서 집사로 일했다. 십대 시절, 루이는 호텔에서 벨보이로 고용되었고, 자동차와 경주에 대한 그의 관심은 그 때 시작되었다. 제1차 세계 대전 중, 그는 그의 끈기와 호텔에서 만난 러시아 공작부인이 자금을 댄 운전 면허 덕분에 포병 연대에서 페탱 원수와 포슈 원수의 운전병으로 파견되었다.
제1차 세계 대전 후 댄서로 고용되었던 시롱의 경주 경력은 1923년 친구였던 부유한 미국 여성이 그에게 중고 부가티 브레시아를 사주면서 시작되었다. 그는 지역 힐클라임에서 시작했으며, 부가티 T35를 구하고 부유한 산업가 알프레드 호프만과 친해진 후 1926년 그랑프리 경주로 옮겨갔다. 그는 그 해 툴루즈 근처 생고당에서 코밍주 그랑프리에서 우승했다.

## 운전 경력
1928년부터 시롱은 호프만 개인 팀에서의 역할과 병행하여 부가티 공장 드라이버가 되었다. 이 기간 동안 그는 그랑프리 경주에서 지배적인 드라이버 중 한 명이 되었다. 그는 1928 이탈리아 그랑프리, 1929 독일 그랑프리, 1930 벨기에 그랑프리에서 주요 승리를 거두었다. 1929년 인디애나폴리스 500에서 그는 들라주를 운전하여 7위를 차지했다. 그는 1931년 모나코 그랑프리와 1931년 프랑스 그랑프리에서 부가티 T51로 우승했다.
시롱과 호프만의 파트너십은 1930년대 초 그가 아내 앨리스와 바람을 피우고 있다는 사실이 밝혀진 후 끝났다. 그는 또한 1932년 말 부가티 공장 팀에서도 해고되었다. 그 후 그는 친구 루돌프 카라치올라와 함께 스쿠데리아 CC라는 새로운 팀을 창설했다. 팀의 첫 경주인 1933년 모나코 그랑프리에서 카라치올라가 시즌을 끝내는 사고를 당했고, 시롱은 시즌 중반에 스쿠데리아 페라리가 운영하는 알파 로메오 차량으로 갈아탔다. 그는 1933년 스파 24시 경주에서 전문 내구 레이서 루이지 시네티와 함께 알파 로메오 8C 2300 몬차를 타고 우승했다.
시롱은 1934년 그랑프리 시즌에 페라리가 운영하는 알파 로메오 P3를 운전했다. 그는 몽틀레리에서 열린 1934년 프랑스 그랑프리에서 여러 워크스 메르세데스-벤츠 및 아우토우니온 참가자들을 상대로 우승했는데, 이 경주는 종종 그의 경력에서 가장 위대한 승리 중 하나로 간주된다. 1935년에는 알파 로메오가 독일 자동차들과 고전했고, 시롱은 1935년 벨기에 그랑프리에서 포디움을 차지하고 그 해 로렌 그랑프리에서 작은 승리를 거두는 데 그쳤다.
시롱은 1936년 그랑프리 시즌에 메르세데스-벤츠의 공장 팀으로 이적했다. 그는 모나코 홈 레이스에서 폴 포지션으로 유럽 챔피언십 캠페인을 시작했지만, 1랩 사고로 레이스가 끝났다. 두 번째 라운드인 1936년 독일 그랑프리에서의 더 심각한 사고로 그는 머리와 어깨 부상을 입었다. 그는 그 후 그랑프리 경주에서 은퇴하기로 결정했다. 그는 그 해 스포츠카 전용으로 열린 1937년 프랑스 그랑프리에서 우승했다.
시롱은 1938년에 경주에서 은퇴했고, 제2차 세계 대전은 1년 후에 자동차 경주를 중단시켰다. 전쟁 후 경주가 재개되자 그는 은퇴를 번복하고 탈보-라고를 운전하여 두 차례의 프랑스 그랑프리에서 우승했다.
로스앤젤레스 타임스의 동료 드라이버 엘레 나이스의 전기 서평에 따르면, 시롱은 1949년 전후 첫 몬테카를로 랠리를 축하하는 모나코 파티에서 그녀를 "나치와 협력했다"고 비난했다. 서평은 전기 작가 미란다 시모어가 "나이스의 죄책감에 대해 신중하다"고 말한다. 같은 책에 대한 뉴욕 타임스의 서평은 나이스가 "게슈타포 요원"으로 비난받았고, 시모어가 이 혐의를 "반박"했으며, 이로 인해 나이스가 "취업 불가능"하게 되었다고 말한다. 시모어의 책은 몬테카를로 랠리 위원회장인 안토니 노게스에게 보낸 편지에서 엘레 나이스가 "자신의 무죄를 주장했다"고 말한다. 그녀는 시롱이 사과문을 쓰지 않으면 모나코 법원에 항소할 것이라고 그에게 말했지만, 시롱의 편지는 발견되지 않았고, 법원에는 1949년부터 1955년까지 그러한 소송 기록이 없다고 덧붙인다.
시롱은 1950년의 첫 포뮬러 원 월드 챔피언십 시즌에 마세라티 공장 드라이버로 참가했다. 모나코 홈 그랑프리에서 그는 50세의 나이로 3위를 차지했는데, 이는 그의 경력에서 유일한 포인트 득점 기록이었다.
스위스 드라이버 치로 바사돈나와 짝을 이룬 시롱은 1954년 몬테카를로 랠리에서 우승했다. 그의 마지막 경주는 1955년으로, 그는 56세 생일을 몇 주 앞두고 란치아 D50을 타고 모나코 그랑프리에서 6위를 차지하며 포뮬러 원 경주에 참가한 최고령 드라이버가 되었다. 그는 또한 58세에 1958년 모나코 그랑프리 연습 주행에 참가하여 포뮬러 원 경주에 참가한 역대 최고령 드라이버이다.

## 후기 삶과 유산
시롱은 35년 간의 경주 생활을 마치고 은퇴했지만, 모나코 그랑프리 주최 측의 경영진으로 남아있었다. 주최 측은 그를 기념하기 위해 그랑프리 코스에 동상을 세우고 수영장 코너를 그의 이름을 따서 명명했다. 그가 부가티에서 가장 많은 포디움 피니시를 달성했기 때문에, 1999년 부가티 18/3 시론 콘셉트카와 2016년 부가티 시롱은 그의 이름을 따서 명명되었다.
루이 시롱은 체코슬로바키아에서 매우 인기가 많았는데, 그는 체코슬로바키아 그랑프리에서 3년 연속 우승하여 75년이 지난 지금도 "시롱처럼 운전한다"는 대중적인 속담으로 그의 이름이 살아있으며, 주로 과속 운전자나 일반적으로 매우 빠르게 운전하는 사람들을 지칭할 때 사용된다.
시롱은 샤를 르클레르가 2018 아제르바이잔 그랑프리에서 포뮬러 원 포인트 득점을 할 때까지, 2019 바레인 그랑프리에서 르클레르가 포디움을 달성할 때까지, 그리고 2024년 모나코 그랑프리에서 르클레르가 우승할 때까지 모나코 그랑프리에서 우승한 유일한 모나코 드라이버였다.

## 모터스포츠 경력 결과

### 주요 경력 우승
- 벨기에 그랑프리 – 1930

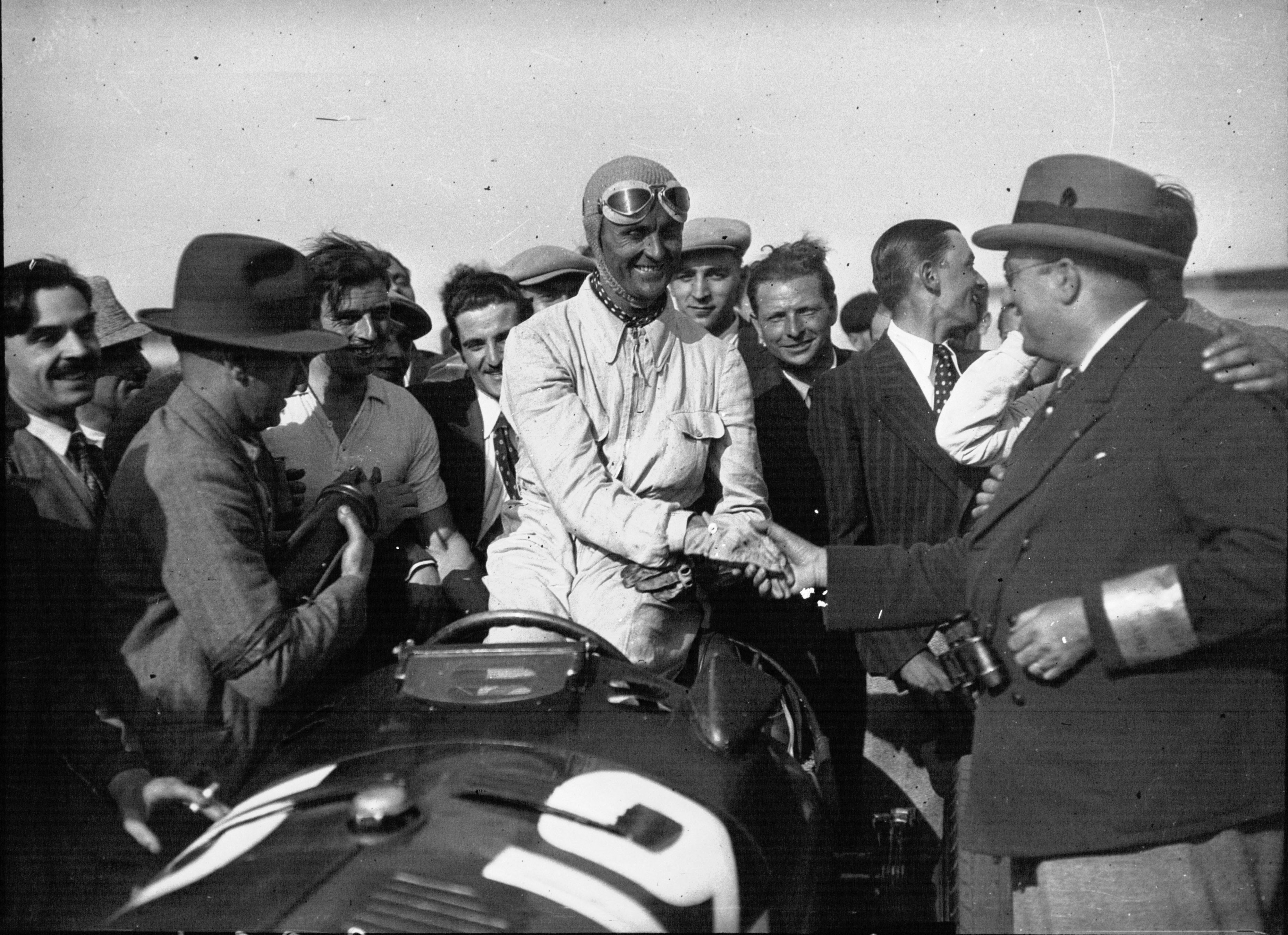
1934년 프랑스 그랑프리 우승 후의 시롱

- 체코슬로바키아 그랑프리 – 1931, 1932, 1933
- 프랑스 그랑프리 – 1931, 1934, 1937, 1947, 1949
- 독일 그랑프리 – 1929
- 이탈리아 그랑프리 – 1928
- 스페인 그랑프리 – 1928, 1929, 1933
- 모나코 그랑프리 – 1931
- 모로코 그랑프리– 1934
- 코밍주 그랑프리 – 1947
- 마르세유 그랑프리 – 1933
- 니스 그랑프리 – 1932
- 스파 24시 – 1933
- 로마 그랑프리 – 1928
- 마른 그랑프리 – 1928
- 몬테카를로 랠리 – 1954

### 유럽 챔피언십 전체 결과
(범례) (굵은 글씨는 폴 포지션을, 기울임꼴은 가장 빠른 랩을 나타냄.)
| 연도  | 참가팀                 | 섀시                  | 엔진                   | 1       | 2       | 3       | 4       | 5       | 6   | 7       | EDC  | 점수 |
| ----- | ---------------------- | --------------------- | ---------------------- | ------- | ------- | ------- | ------- | ------- | --- | ------- | ---- | ---- |
| 1931  | 오토모빌 에토레 부가티 | 부가티 T51            | 부가티 2.3 L8          | ITA Ret | FRA 1   | BEL Ret |         |         |     |         | 6위  | 13   |
| 1932  | 오토모빌 에토레 부가티 | 부가티 T54            | 부가티 5.0 L8          | ITA Ret |         |         |         |         |     |         | 5위  | 17   |
| 1932  | 오토모빌 에토레 부가티 | 부가티 T51            | 부가티 2.3 L8          |         | FRA 4   | GER Ret |         |         |     |         | 5위  | 17   |
| 1935  | 스쿠데리아 페라리      | 알파 로메오 티포 B/P3 | 알파 로메오 2.9 L8     | MON 5   |         |         |         |         |     |         | 10위 | 40   |
| 1935  | 스쿠데리아 페라리      | 알파 로메오 티포 B/P3 | 알파 로메오 3.2 L8     |         | FRA Ret | BEL 3   | GER Ret | SUI Ret | ITA | ESP Ret | 10위 | 40   |
| 1936  | 다임러-벤츠 AG         | 메르세데스 W25K       | 메르세데스 ME25 4.7 L8 | MON Ret | GER Ret | SUI     | ITA     |         |     |         | 18위 | 28   |
| 출처: |                        |                       |                        |         |         |         |         |         |     |         |      |      |

### 제2차 세계 대전 이후 그랑프리 에프르브 결과
(범례) (굵은 글씨는 폴 포지션을, 기울임꼴은 가장 빠른 랩을 나타냄.)
| 연도  | 참가팀             | 섀시           | 엔진                 | 1       | 2       | 3       | 4       | 5   |
| ----- | ------------------ | -------------- | -------------------- | ------- | ------- | ------- | ------- | --- |
| 1947  | 에퀴프 오토-스포츠 | 마세라티 4CL   | 마세라티 4CL 1.5 L4s | SUI 13  |         |         |         |     |
| 1947  | 에퀴프 프랑스      | 탈보-라고 MC   | 탈보 4.5 L6          |         | BEL Ret |         | FRA 1   |     |
| 1947  | 엔리코 플라테      | 마세라티 4CL   | 마세라티 4CL 1.5 L4s |         |         | ITA Ret |         |     |
| 1948  | 에퀴프 프랑스      | 탈보-라고 MC   | 탈보 4.5 L6          | MON 2   | SUI 6   | FRA 9   | ITA Ret |     |
| 1949  | 에퀴프 프랑스      | 탈보-라고 T26C | 탈보 23CV 4.5 L6     | GBR Ret | BEL     | SUI     | FRA 1   | ITA |
| 출처: |                    |                |                      |         |         |         |         |     |

### 포뮬러 원 월드 챔피언십 전체 결과
(범례)
| 연도  | 참가팀                     | 섀시             | 엔진                  | 1       | 2       | 3       | 4     | 5       | 6       | 7       | 8       | 9      | 10  | 11  | WDC  | 점수 |
| ----- | -------------------------- | ---------------- | --------------------- | ------- | ------- | ------- | ----- | ------- | ------- | ------- | ------- | ------ | --- | --- | ---- | ---- |
| 1950  | 오피치네 알피에리 마세라티 | 마세라티 4CLT/48 | 마세라티 4CLT 1.5 L4s | GBR Ret | MON 3   | 500     | SUI 9 | BEL     | FRA Ret | ITA Ret |         |        |     |     | 10위 | 4    |
| 1951  | 엔리코 플라테              | 마세라티 4CLT/48 | 마세라티 4CLT 1.5 L4s | SUI 7   | 500     |         |       |         |         |         |         |        |     |     | NC   | 0    |
| 1951  | 에퀴프 로지에              | 탈보-라고 T26C   | 탈보 23CV 4.5 L6      |         |         | BEL Ret | FRA 6 | GBR Ret | GER Ret | ITA Ret | ESP Ret |        |     |     | NC   | 0    |
| 1953  | 루이 시롱                  | OSCA 20          | OSCA 2000 2.0 L6      | ARG     | 500     | NED     | BEL   | FRA 15  | GBR DNS | GER     | SUI DNS | ITA 10 |     |     | NC   | 0    |
| 1955  | 스쿠데리아 란치아          | 란치아 D50       | 란치아 DS50 2.5 V8    | ARG     | MON 6   | 500     | BEL   | NED     | GBR     | ITA     |         |        |     |     | NC   | 0    |
| 1956  | 스쿠데리아 첸트로 수드     | 마세라티 250F    | 마세라티 250F1 2.5 L6 | ARG     | MON DNS | 500     | BEL   | FRA     | GBR     | GER     | ITA     |        |     |     | NC   | 0    |
| 1958  | 앙드레 테스투              | 마세라티 250F    | 마세라티 250F1 2.5 L6 | ARG     | MON DNQ | NED     | 500   | BEL     | FRA     | GBR     | GER     | POR    | ITA | MOR | NC   | 0    |
| 출처: |                            |                  |                       |         |         |         |       |         |         |         |         |        |     |     |      |      |

### 인디애나폴리스 500 결과
| 연도 | 차량 | 시작 | 예선    | 순위 | 마침 | 랩  | 선두 | 은퇴 |
| ---- | ---- | ---- | ------- | ---- | ---- | --- | ---- | ---- |
| 1929 | 6    | 14   | 107.351 | 26   | 7    | 200 | 0    | 주행 |
| 총계 | 총계 | 총계 | 총계    | 총계 | 총계 | 200 | 0    |      |

| 출발        | 1 |
| 폴          | 0 |
| 프런트 로우 | 0 |
| 우승        | 0 |
| 상위 5위    | 0 |
| 상위 10위   | 1 |
| 은퇴        | 0 |

### 르망 24시 결과
| 연도  | 팀                | 공동 드라이버        | 차량                         | 클래스 | 랩  | Pos. | Class Pos. |
| ----- | ----------------- | -------------------- | ---------------------------- | ------ | --- | ---- | ---------- |
| 1928  | 팀 이름 없음      | 시릴 드 베르         | 크라이슬러 식스 시리즈 72    | 5.0    | 66  | DSQ  | DSQ        |
| 1929  | C. T. Weymann     | 에두아르 브리송      | 스튜츠 DV32                  | 8.0    | 65  | DNF  | DNF        |
| 1931  | 에퀴프 부가티     | 아킬레 바르치        | 부가티 타입 50S              | 5.0    | 24  | DNF  | DNF        |
| 1932  | 귀 부리아         | 귀 부리아            | 부가티 타입 55               | 3.0    | 23  | DNF  | DNF        |
| 1933  | L. 시롱           | 프랑코 코르테세      | 알파 로메오 8C 2300MM        | 3.0    | 177 | DNF  | DNF        |
| 1937  | 루이지 시네티     | 루이지 시네티        | 탈보 T150C                   | 5.0    | 7   | DNF  | DNF        |
| 1938  | 에퀴프 블루       | 르네 드레퓌스        | 들라이예 145                 | 5.0    | 21  | DNF  | DNF        |
| 1951  | 루이지 시네티     | 피에르-루이 드레퓌스 | 페라리 340 아메리카 바르케타 | S 5.0  | 29  | DSQ  | DSQ        |
| 1953  | 스쿠데리아 란치아 | 로베르 만종          | 란치아 D20                   | S 8.0  | 174 | DNF  | DNF        |
| 출처: |                   |                      |                              |        |     |      |            |